# Stan Getz
Stan Getz, geboren als Stanley Gayetsky (Philadelphia, 2 februari 1927 – Malibu, 6 juni 1991), was een Amerikaans tenorsaxofonist, vooral bekend om zijn fusion van jazz en bossanova in de jaren zestig, in samenwerking met onder anderen Astrud Gilberto, João Gilberto, Antônio Carlos Jobim, Jan Johansson en Charlie Byrd.
Hij werd door het grote publiek en door zijn collega's zeer bewonderd. Hij kon op zijn tenorsax zowel heel gevoelig spelen (mellow) als supersnel en zijn klank werd zo beroemd, dat deze bekendstaat als The Sound (hét geluid).
Getz werd vooral bekend met zijn uitvoering van het nummer The Girl from Ipanema, tevens zijn grootste commerciële succes.

## Levensloop
Getz' vader werd in 1904 geboren in Mile End (Londen) en zijn moeder kwam in 1907 ter wereld in Philadelphia in de Verenigde Staten. Stan Getz werd geboren in Philadelphia. De familie verhuisde tijdens de crisis van de jaren dertig naar New York. Getz haalde op school goede cijfers. Zijn grootste interesse lag bij muziekinstrumenten en hij bespeelde er verschillende. Hij kreeg op dertienjarige leeftijd zijn eerste saxofoon, waaraan hij al snel de voorkeur gaf. Hij oefende wel acht uur per dag.
Getz ging naar de James Monroe High School in The Bronx. In 1941 werd hij aangenomen voor het New Yorkse All City High School Orchestra. Hierdoor kreeg hij de kans gratis en privé les te krijgen van Simon Kovar, een fagotspeler. Hij wilde stoppen met school om een muziekcarrière te beginnen, maar dat werd hem niet toegestaan.
In 1943, hij was toen zestien, werd hij aangenomen voor Jack Teagardens band. Omdat hij zo jong was, zorgde Teagarden voor hem en hield hij hem in de gaten. Getz speelde ook met Nat King Cole en Lionel Hampton. Nadat hij voor Stan Kenton, Jimmy Dorsey en Benny Goodman had gespeeld, werd Getz in 1947 solist, samen met Woody Herman in "The Second Herd". Dit deed hij tot 1949.